# 台灣國際民族誌影展
台灣國際民族誌影展（英語：Taiwan International Ethnographic Film Festival，簡稱：TIEFF），是亞洲第一個國際民族誌影展，創辦於2001年，創辦人胡台麗。以雙年展的形式在台北舉辦主影展，選映來自臺灣與世界各國的民族誌影片，並於每屆影展隔年春天進行全台巡演活動。主辦單位為台灣民族誌影像學會，協辦單位為中央研究院民族學研究所博物館。

## 影展主旨
藉由影像、聲音等媒介的傳達，對文化作出深入地詮釋，進而觸發文化間的溝通，並激發本土文化的省思。

## 各屆影展介紹

### 第一屆：島嶼連線
我們將跨越歷史時空，藉由文化影像的交流，探索島嶼文化與歷史的發展，並建立島嶼間的連結與關懷。

### 第二屆：遷徙故事
「遷徙」不但是台灣島上各族群相當普遍的經驗，而且幾乎是人類的共通經驗。世界各地人群常因戰爭、經濟、城市文明等誘因，或受政治、社會變遷、生態適應等因素之影響，被迫或出於自願地離開家鄉遠走外地。每種遷徙皆呈現不同的發展形貌與獨特的歷史經驗。台灣的「遷徙故事」透過影像，將與世界各地的「遷徙故事」一同展演，相互比較，以增進彼此的認知，並尋找族群文化更好的發展之道。

### 第三屆：家的變奏
「家」一詞不單是各別家庭的指稱，實際上它與性別角色、婚姻關係、親屬制度、宗教傳統緊密地聯繫在一起，同時受政治、經濟與社會因素的影響。本次影展「家的變奏」主題將從跨文化的角度，以影像鉤勒不同地域的人群，在各自的歷史條件與社會環境中，發展出豐富多樣的家（族）型態。並希望從「家」的主題與它的關聯：家╱家庭╱根，及其產生的個人與群體的邊緣、界限與路徑的界定與運作，動態展演全球化、移動、遷徙與跨國主義之下，家的轉型與其轉化。

### 第四屆：在地發聲
從人類學發展之初，各地的原住民族群一直是民族誌影片的主要對象，近年來，原住民從被書寫與被呈現的歷史過程，漸漸移轉到可以控制自己形象的社會環境，原先的被攝者已開始拿起攝影機，主動講述自己的故事，原住族群的形象、文化與議題呈現，從此有了非常不一樣的面貌。第四屆影展擬以「在地發聲」為主題，試圖提引世界各地原住群體的影片製作（indigenous filmmaking）和長期關注原住民議題的非原住民影像作品，藉由雙向觀點、多元主題的民族誌影片的呈現，交互觀察在地者與局外人所透露的切入角度和創作盲點，亦試圖透過影片的各家觀點、主題呈現、媒體策略和表現形式與風格等等面向，輻輳出更細膩、更具層次的對話的可能性。

### 第五屆：身體與靈魂
「身體」與「靈魂」是世界各地不同的文化與宗教共同關切的重要議題。第五屆影展將從跨文化的視野，展演世界各地不同社會文化在相異的「身體」與「靈魂」概念下，所進行促進「身體」與「靈魂」健康圓滿發展的醫療與修練活動，包括原住民社會的巫醫治療、其他傳統醫療、現代醫療、以及另類醫療和身心靈修練體系。藉此影展，我們希望能在多元文化的比較借鏡下，增進我們對「身體」與「靈魂」的理解，讓「身體」與「靈魂」有更妥適的依歸。

### 第六屆：試煉與重生
人類的生活中充滿各式各樣的試煉與挑戰，舉凡政治、經濟、宗教、環境等生活層面，人類不斷地與之產生互動，形塑了當今多樣且複雜的社會與文化面貌。近年來在這個全球化時代下，世界各地資訊與人們交流狀態的迅速流動、環境的劇烈變化、心靈世界的禁錮等，再再讓我們見到不同區域與不同文化下的人類如何面對這一連串試煉下的日常生活與變化。透過民族誌影片的生動展演，跨文化地引介關於人與人、人與自然、人與超自然之間的種種試煉，與如何在這些試煉中展現重生力量的社會與文化現象。
本屆影展策展人為蔡政良。
2012年3月9日起至6月12日，於全台巡迴展演，地點包括政治大學、義守大學、暨南國際大學、慈濟大學、台南藝術大學、台東大學、新竹市影像博物館、清華大學、自然科學博物館、仰山文教基金會以及高雄市電影館。

### 第七屆：跨界人生
第七屆影展以「跨界人生」作為主題，以呈現當代人類在歷史、現今與未來面對快速變化的外在環境與內心世界時所經驗的跨越。當今世界瞬息萬變，不論在個人與群體的心靈、認同、國族、專業、乃至於自然以及超自然等內外在環境，人的存在已無法被限制在單一特定的環境之中而有所跨越。在這些跨界的挑戰之中，人類社會便創造或者被迫改變成新的樣貌。
影展過去由文建會與新聞局給予經費，但本屆由於新聞局併入文化部，僅撥了10萬元預算，使得影展經濟拮据，學者只能自行奔走籌措經費。
影展代言人巴奈·庫穗於記者會獻唱兩首自創曲《沒關係》與《給孩子們，非核家園》。

### 第八屆：生命的風景
從微觀的傳記民族誌的個人生命故事出發，透過時間的延伸與空間的交錯，交疊出社會整體乃至於人類世界的生命圖像。民族誌影片透過光影與聲音的結合，作為再現個人生命傳記的形式之一，在芸芸眾生之中，如同繁星般地在不同的社會、文化與時空中綻放。
本屆影展主席為胡台麗，策展人為蔡政良。

### 第九屆：超越人類
第九屆影展的主題「超越人類」試圖挑戰人類例外論（human exceptionalism）這是指相信我們人類能夠左右吾人和非人類的關係的條件。「超越人類」並不代表將人性拋諸腦後，這代表擴展我們的界定，以納入更多使我們之所以為人類的事物。
2018年5月2日至5月5日，於東華大學設巡迴場播放11部電影。

### 第十屆：看見主權
第十屆影展主要在探索我們與我們的土地、身體以及彼此之間的關係。根據傳統政治法律對國家的概念，主權實體是被明顯標記的疆界整齊地界定著，而且邊界內的每個人都同樣感激國家；但是，本屆主題受原住民社會運動者和學者作品的啟發，超越上述傳統說法。他們要求我們將主權視為一個過程，而這個過程的塑造取決於我們如何看待我們的世界，以及我們身在其中的獨特地位。
2020年10月23日，於弘光科技大學巡迴。

### 第十一屆：新日常 New Normals
第十一屆影展主題是由研究流行文化與大眾媒體的人類學家、中研院民族所研究員司黛蕊（Teri J. Silvio）構思而成，內容聚焦在呈現全球新日常處境下各地人們的多元反應。為了表達人類學研究視角對主題的多義性與多貌性詮釋，她還特別將英文中大家常說的“New Normal”加上s，彰顯新日常的複數存在。
影展主席為胡台麗，亦為影展發起人以及首屆策展人；影展策展人為司黛蕊，此次首次擔任。
今年首設Podcast，舉辦線上導演座談，邀請國際知名導演及學者，與國內導演及觀眾進行對話。
2022年4月20日於高雄醫學大學巡迴；4月23日於彰化賴和紀念館巡迴；5月6日於台灣大學巡迴，邀請講者施永德、特別來賓阿洛·卡力亭·巴奇辣；5月20日，於清華大學設巡迴展；5月23日、30日以及6月6日，於陽明交通大學設線上巡迴展。

### 第十二屆：媒介／記憶
本屆影展主題為「媒介／記憶」，在家族、部落、或國家中代代相傳的故事，和其用以流傳的媒介密不可分，更是集體的記憶。
本屆策展人為中研院民族所研究員司黛蕊Teri J. Silvio教授，這是她第二度擔任民族誌影展策展人。
民族誌影展大使陳潔瑤導演，去年剛以電影《哈勇家》榮獲金馬獎最佳導演，她說：「民族誌影展以紀錄片為主，都是說不同族群的文化故事，在其他影展比較看不到，有很多精彩的作品，片單也非常多樣性。」
影展創辦人胡台麗於2022年離世，學會為延續其遺志，與原民會偕力促成本屆影展，此外，胡台麗亦為本屆影展的國內焦點導演，影展將放映他的兩部作品《遇見尚‧胡許》與《愛戀排灣笛》。

## 歷屆影展
| 年份   | 屆次     | 影展時間                     | 主題               |
| ------ | -------- | ---------------------------- | ------------------ |
| 2001年 | 第一屆   | 2001年9月21日-2001年9月25日  | 島嶼聯線           |
| 2003年 | 第二屆   | 2003年10月3日-2003年10月7日  | 遷徙故事           |
| 2005年 | 第三屆   | 2005年9月30日-2005年10月4日  | 家的變奏           |
| 2007年 | 第四屆   | 2007年9月28日-2007年10月2日  | 在地發聲           |
| 2009年 | 第五屆   | 2009年10月2日-2009年10月6日  | 身體與靈魂         |
| 2011年 | 第六屆   | 2011年10月7日-2011年10月11日 | 試煉與重生         |
| 2013年 | 第七屆   | 2013年10月4日-2013年10月8日  | 跨界人生           |
| 2015年 | 第八屆   | 2015年10月2日-2015年10月6日  | 生命的風景         |
| 2017年 | 第九屆   | 2017年10月6日-2017年10月10日 | 超越人類           |
| 2019年 | 第十屆   | 2019年10月4日-2019年10月8日  | 看見主權           |
| 2021年 | 第十一屆 | 2021年10月1日-2021年10月5日  | 新日常 New Normals |
| 2023年 | 第十二屆 | 2023年10月5日-2023年10月9日  | 媒介／記憶         |

## 外部連結
- 台灣國際民族誌影展官方網站 （页面存档备份，存于）
- 台灣國際民族誌影展的Facebook專頁
- 台灣國際民族誌影展的Instagram帳戶
- 台灣國際民族誌影展的podcast （页面存档备份，存于）